# Transpoziție Amadori
Transpoziția Amadori este o reacție organică ce presupune o reacție de transpoziție sau de izomerizare catalizată în mediu bazic sau acid a N-glicozidelor unor aldoze sau a glicozilaminelor derivate de la 1-amino-1-dezoxi-cetozele corespunzătoare. Reacția este relevantă în chimia zaharidelor, un bun exemplu fiind reacția de glicare a hemoglobinei (în final obținându-se hemoglobina glicată).

## Mecanism de reacție
Reacția are loc prin intermediul unei α-hidroxiimine, formate în urma reacției de condensare dintre o amină și o aldoză. Reacția de transpoziție presupune o reacție redox intramoleculară, care are ca finalitate convertirea acestei α-hidroxiimine la o α-cetoamină:
Mai jos se regăsește mecanismul complet al reacției (enolul 4 se transformă în alfa-cetoamina 5):